# Laughing Sinners
Laughing Sinners is een Amerikaanse dramafilm uit 1931 onder regie van Harry Beaumont. Het scenario is gebaseerd op het toneelstuk Torch Song (1930) van de Amerikaanse auteur Kenyon Nicholson.

## Verhaal
Ivy Stevens is een zangeres in een nachtclub, die in de steek wordt gelaten door haar vriend Howard Palmer. Ze is van plan om zelfmoord te plegen, maar ze wordt net op tijd gered door de heilsoldaat Carl Loomis. Ze wil haar leven omgooien en ze sluit zich aan bij het Leger des Heils. Dan komt Howard weer opdagen.

## Rolverdeling
| Acteur           | Personage     |
| ---------------- | ------------- |
| Joan Crawford    | Ivy Stevens   |
| Neil Hamilton    | Howard Palmer |
| Clark Gable      | Carl Loomis   |
| Marjorie Rambeau | Ruby          |
| Guy Kibbee       | Cass Wheeler  |
| Cliff Edwards    | Mike          |
| Roscoe Karns     | Fred Geer     |
| Gertrude Short   | Edna          |
| George Cooper    | Joe           |
| George F. Marion | Humpty        |
| Bert Woodruff    | Tink          |